# NGC 267
NGC 267 (również ESO 29-SC15) – gromada otwarta znajdująca się w gwiazdozbiorze Tukana. Odkrył ją John Herschel 4 października 1836 roku. Gromada ta znajduje się w Małym Obłoku Magellana.